# Хабер, Марко
Ма́рко Ха́бер (нем. Marco Haber; 21 сентября 1971, Грюнштадт) — немецкий футболист, играл на позиции полузащитника.

## Карьера
Марко Хабер начал свою профессиональную карьеру в 18 лет в «Кайзерслаутерне», за который он выступал до 1995 года, сыграл 139 матчей, забил 10 голов и стал чемпионом Германии в 1991 году.
В 1995 году Хабер перешёл в «Штутгарт», в составе которого стал обладателем кубка Германии в 1997 году. В 1995 году он сыграл свои единственные два матча за сборную Германии против сборной Бельгии (2:1) и ЮАР (0:0). 13 мая 1998 года Хабер играл в финале Кубка кубков против «Челси», в котором «Штутгарт» проиграл со счётом 0:1.
После трёх лет, проведённых за «Штутгарт», Хабер переехал на Канарские острова в «Лас-Пальмас», а затем опять вернулся в Германию, где выступал за «Унтерхахинг» и «Ганзу».
В 2002 году Хабер переехал на Кипр, где играл за «Омонию» (2002—2004), «Анортосис» (2004—2006) и «Неа Саламина» (2006—2007). В составе «Омонии» он стал чемпионом и обладателем Суперкубка Кипра в 2003 году. Летом 2007 года он вернулся в Германию, где отыграл один сезон за «Оггерсхайм», после чего завершил свою карьеру.

## Достижения
- Финалист Кубка обладателей кубков: 1998
- Чемпион Германии: 1991
- Чемпион Кипра: 2003
- Обладатель кубка Германии: 1997
- Обладатель Суперкубка Кипра: 2003